# Mesaegle gouzzakouli
Mesaegle gouzzakouli är en fjärilsart som beskrevs av Dumont 1922. Mesaegle gouzzakouli ingår i släktet Mesaegle och familjen nattflyn. Inga underarter finns listade i Catalogue of Life.